# Konstskola

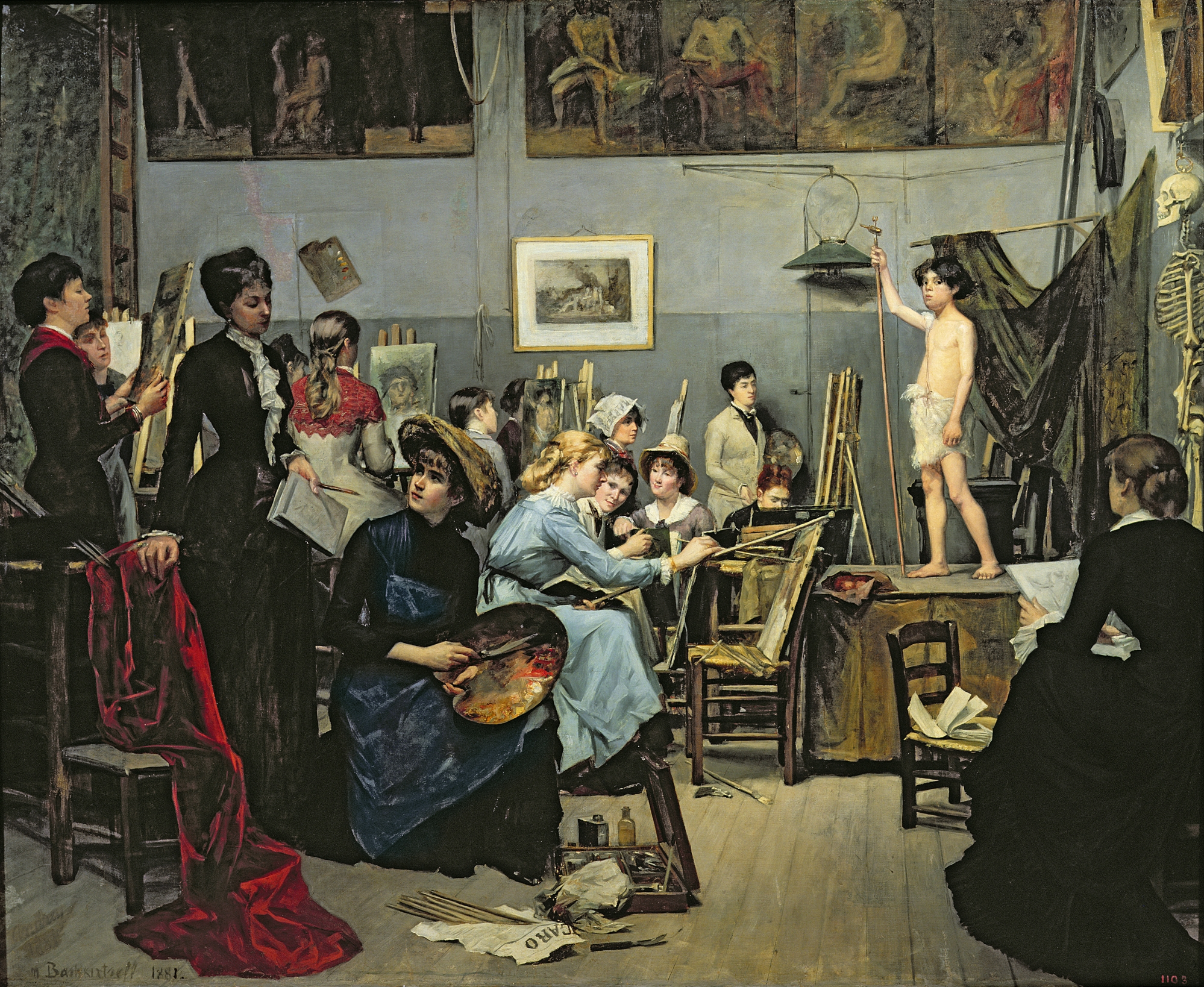
Marie Bashkirtseff, In the Studio, 1881, Dnipropetrovsk State Art Museum, Dnipropetrovsk.

Konstskola är en organiserad verksamhet för att utbilda amatörer eller yrkesmän i bildkonst.
Konstskola är idag vanligen liktydig med grundskola i konstnärligt utövande, medan en högre skola benämns konsthögskola, eller - i många länder - konstakademi.
I Europa började organiserad konstutbildning i Italien med undervisning inom Accademia delle Arti del Disegno i Florens 1563. Den stod under beskydd av hertigen av Toscana, Cosimo I. de’ Medici och denna skolmodell med kunglig/furstlig beskyddad utbildning vann efterföljd i andra europeiska länder. Påven skaffade sig inflytande 1593 i Accademia di San Luca i Rom och den franske kungen inrättade 1648 Académie royale de peinture et de sculpture.
I Sverige påbörjades systematiserad konstnärsutbildning 1735 med Taravals Ritskola i Stockholm i samband med inredningsarbetet efter återuppbyggnaden av Kungliga Slottet efter den stora slottsbranden, då Slottet Tre Kronor. Denna utvecklades till utbildning i konst och arkitektur bedriven av den svenska Akademien för de fria konsterna.